# Canthigaster leoparda
Canthigaster leoparda és una espècie de peix de la família dels tetraodòntids i de l'ordre dels tetraodontiformes.

## Morfologia
Els mascles poden assolir 7,5 cm de longitud total.

## Hàbitat
És un peix marí, de clima tropical i associat als esculls de corall que viu entre 30-50 m de fondària.

## Distribució geogràfica
Es troba a l'est de l'Índic (Illa Christmas) i l'oest del Pacífic (Filipines, Ambon i Guam).

## Observacions
És inofensiu per als humans.